# ویکی‌پدیای اینترلینگوا
ویکی‌پدیای اینترلینگوا، نسخه زبان اینترلینگوا وب‌گاه ویکی‌پدیا است.
این دانشنامه تا ۱۰ اکتبر ۲۰۱۱ با بیش‌از ۹,۳۸۰ مقاله در رده صدوششم‌ ویکی‌پدیاها قرار گرفته‌است.